# Grand Prix Hassan II
Grand Prix Hassan II är en tennisturnering för herrar som spelas årligen i  Casablanca, Marocko. Turneringen startade 1986 och spelas utomhus på grus. Den ingår i kategorin 250 Series på ATP-touren. 

## Resultat

### Singel
| År   | Mästare                | Finalist               | Resultat      |
| ---- | ---------------------- | ---------------------- | ------------- |
| 1986 | Hans Schwaier          | Jörgen Windahl         | 6–3, 6–3      |
| 1987 | Lawson Duncan          | Massimiliano Narducci  | 7–5, 6–1      |
| 1988 | Josef Čihák            | David de Miguel        | 6–4, 6–2      |
| 1989 | Tarik Benhabiles       | Mark Koevermans        | 7–6, 6–3      |
| 1990 | Thomas Muster          | Guillermo Pérez-Roldán | 6–1, 6–7, 6–2 |
| 1991 | spelades inte          | spelades inte          | spelades inte |
| 1992 | Guillermo Pérez-Roldán | Germán López           | 2–6, 7–5, 6–3 |
| 1993 | Guillermo Pérez-Roldán | Younes El Aynaoui      | 6–4, 6–3      |
| 1994 | Renzo Furlan           | Karim Alami            | 6–2, 6–2      |
| 1995 | Gilbert Schaller       | Albert Costa           | 6–4, 6–2      |
| 1996 | Tomás Carbonell        | Gilbert Schaller       | 7–5, 1–6, 6–2 |
| 1997 | Hicham Arazi           | Franco Squillari       | 3–6, 6–1, 6–2 |
| 1998 | Andrea Gaudenzi        | Alex Calatrava         | 6–4, 5–7, 6–4 |
| 1999 | Alberto Martín         | Fernando Vicente       | 6–3, 6–4      |
| 2000 | Fernando Vicente       | Sébastien Grosjean     | 6–4, 4–6, 7–6 |
| 2001 | Guillermo Cañas        | Tommy Robredo          | 7–5, 6–2      |
| 2002 | Younes El Aynaoui      | Guillermo Cañas        | 3–6, 6–3, 6–2 |
| 2003 | Julien Boutter         | Younes El Aynaoui      | 6–2, 2–6, 6–1 |
| 2004 | Santiago Ventura       | Dominik Hrbatý         | 6–3, 1–6, 6–4 |
| 2005 | Mariano Puerta         | Juan Mónaco            | 6–4, 6–1      |
| 2006 | Daniele Bracciali      | Nicolás Massú          | 6–1, 6–4      |
| 2007 | Paul-Henri Mathieu     | Álbert Montañés        | 6–1, 6–1      |
| 2008 | Gilles Simon           | Julien Benneteau       | 7–5, 6–2      |
| 2009 | Juan Carlos Ferrero    | Florent Serra          | 6–4, 7–5      |
| 2010 | Stanislas Wawrinka     | Victor Hănescu         | 6–2, 6–3      |
| 2011 | Pablo Andújar          | Potito Starace         | 6–1, 6–2      |
| 2012 | Pablo Andújar          | Albert Ramos           | 6–1, 7–6      |
| 2013 | Tommy Robredo          | Kevin Anderson         | 7–6, 4–6, 6–3 |

### Dubbel
| År   | Mästare                             | Finalister                             | Resultat               |
| ---- | ----------------------------------- | -------------------------------------- | ---------------------- |
| 1986 | Agustín Moreno / Larry Scott        | Tore Meinecke / Ricki Osterthun        | 7-5, 6-2               |
| 1987 | José López-Maeso / Alberto Tous     | Massimo Cierro / Alessandro de Minicis | 7-6, 6-2               |
| 1988 | Josef Cihak / Cyril Suk             | Arnaud Boetsch / Denis Langaskens      | 6-2, 6-0               |
| 1989 | Jaroslav Bulant / Richard Vogel     | Libor Pimek / Florin Segărceanu        | 6-1, 6-3               |
| 1990 | Todd Woodbridge / Simon Youl        | Paul Haarhuis / Mark Koevermans        | 6-3, 6-1               |
| 1991 | spelades inte                       | spelades inte                          | spelades inte          |
| 1992 | Horacio de la Peña / Jorge Lozano   | Girts Dzelde / T.J. Middleton          | 2-6, 6-4, 7-6          |
| 1993 | Mike Bauer / Piet Norval            | Girts Dzelde / Goran Prpić             | 7-5, 7-6               |
| 1994 | David Adams / Menno Oosting         | Cristian Brandi / Federico Mordegan    | 6-3, 6-4               |
| 1995 | Tomás Carbonell / Francisco Roig    | Emanuel Couto / João Cunha-Silva       | 6-4, 6-1               |
| 1996 | Jiří Novák / David Rikl             | Tomás Carbonell / Francisco Roig       | 7-6, 6-3               |
| 1997 | João Cunha-Silva / Nuno Marques     | Karim Alami / Hicham Arazi             | 7-6, 6-2               |
| 1998 | Andrea Gaudenzi / Diego Nargiso     | Cristian Brandi / Filippo Messori      | 6-4, 7-6               |
| 1999 | Fernando Meligeni / Jaime Oncins    | Massimo Ardinghi / Vincenzo Santopadre | 6-2, 6-3               |
| 2000 | Arnaud Clément / Sébastien Grosjean | Lars Burgsmüller / Andrew Painter      | 7-6, 6-4               |
| 2001 | Michael Hill / Jeff Tarango         | Pablo Albano / David Macpherson        | 7-6, 6-3               |
| 2002 | Stephen Huss / Myles Wakefield      | Martín García / Luis Lobo              | 6-4, 6-2               |
| 2003 | František Čermák / Leoš Friedl      | Devin Bowen / Ashley Fisher            | 6-3, 7-5               |
| 2004 | Enzo Artoni / Fernando Vicente      | Yves Allegro / Michael Kohlmann        | 3-6, 6-0, 6-4          |
| 2005 | František Čermák / Leoš Friedl      | Martín García / Luis Horna             | 6-4, 6-3               |
| 2006 | Julian Knowle / Jürgen Melzer       | Michael Kohlmann / Alexander Waske     | 6-3, 6-4               |
| 2007 | Jordan Kerr / David Škoch           | Łukasz Kubot / Oliver Marach           | 7-6, 1-6, [10-4]       |
| 2008 | Albert Montañés / Santiago Ventura  | James Cerretani / Todd Perry           | 6-1, 6-2               |
| 2009 | Łukasz Kubot / Oliver Marach        | Simon Aspelin / Paul Hanley            | 7–6 (7–4), 3–6, [10–6] |
| 2010 | Robert Lindstedt / Horia Tecău      | Rohan Bopanna / Aisam-ul-Haq Qureshi   | 6–2, 3–6, [10–7]       |
| 2011 | Robert Lindstedt / Horia Tecău      | Colin Fleming / Igor Zelenay           | 6–2, 6–1               |
| 2012 | Dustin Brown / Paul Hanley          | Daniele Bracciali / Fabio Fognini      | 7–5, 6–3               |
| 2013 | Julian Knowle / Filip Polášek       | Dustin Brown / Christopher Kas         | 6–3, 6–2               |